# Дозвіл на імміграцію
Дозвіл на імміграцію — рішення спеціально уповноваженого центрального органу виконавчої влади з питань імміграції та підпорядкованих йому органів, які надають право іноземцям та особам без громадянства на імміграцію. Дозвіл на імміграцію надається для певних категорій іммігрантів згідно з законами України «Про правовий статус іноземців та осіб без громадянства» та «Про імміграцію» у межах квот, встановлених Кабінетом Міністрів України Порядку формування квоти імміграції, Порядку провадження за заявами про надання дозволу на імміграцію і поданнями про його скасування та виконання прийнятих рішень від 26 грудня 2002 р. № 1983, або поза квотою імміграції.